# 狭叶毛鳞蕨
狭叶毛鳞蕨（学名：Tricholepidium angustifolium），为水龙骨科毛鳞蕨属下的一个植物变种。